# Pedroche
|  | Per a altres significats, vegeu «Pedroche (desambiguació)». |

Pedroche és un municipi de la província de Còrdova a la comunitat autònoma d'Andalusia, a la comarca de Valle de los Pedroches.

## Demografia
| 1996  | 1998  | 1999  | 2000  | 2001  | 2002  | 2003  | 2004  | 2005  | 2006  |
| ----- | ----- | ----- | ----- | ----- | ----- | ----- | ----- | ----- | ----- |
| 1.862 | 1.848 | 1.840 | 1.843 | 1.815 | 1.784 | 1.760 | 1.732 | 1.699 | 1.677 |

## Història
Al-Idrissí l'esmenta amb el nom de Bitrawsh, com una plaça forta amb muralles altes a la regió de Fahs al-Bal·lut, que tenia per capital a Ghafik (Belalcázar). Era seu d'un cadi comarcal. Úmar ib Xuayb al-Bal·lutí, fundador de l'emirat de Creta (que va durar del 827 fins al 961 i on va governar del 827 al 855), era nadiu de la ciutat. Una revolta dels amazics locals dirigits per un il·luminat de nom Abu-Alí as-Sarraj, contra l'emir Abd-Al·lah, es va acabar amb la derrota i mort del cap al 901 davant els murs de Zamora. Vers el 1554 el castell de Pedroche i altres de la zona (incloent Andujar) foren ocupats per Alfons VII de Castellà i el 1555 el governador de Còrdova Abu-Zayd Abd-ar-Rahman ibn Igit va fer una sortida per recuperar els castells de la comarca de Fahs al-Bal·lut, i va derrotar i fer presoner al governador cristià de Pedroche assaltant el castell; el governador fou enviat presoner a Marràqueix.